# 絃花みき
絃花みき（いとか みき、1995年8月14日 - ）は、日本のグラビアアイドル、管理栄養士、OLである。デジタルマーケターとしてIT企業に勤務。

## 経歴・人物
SNSでの投稿がバズり2020年6月26日に竹書房で『清楚なお姉さんのグラマラスディ』の作品でグラビアデビューした。
2023年12月
西崎茜（MeΦyou）公式コスプレイヤー・ブランディングアドバイザーに抜擢。

## 出演

### テレビ
- オータケ・サンタマリアの100まで生きるつもりです (2019年2月26日、テレビ朝日) VTRモデル

### Web配信
- 内村さまぁ〜ず (2022年6月23日、Amazonプライムビデオ[5])

## 雑誌
- 週刊アサヒ芸能 (2020年7月30日号、表紙)

## 作品

### イメージビデオ
- 清楚なお姉さんのグラマラスボディ（2020年6月26日、竹書房）
- いま、みきわめて。（2020年11月20日、イーネット・フロンティア）
- いとしくて…（2021年4月20日、ラインコミュニケーションズ）